# Aeròdrom de Montlluís
L'Aeròdrom de Montlluís (en francès: Aérodrome de Mont-Louis La Quillane) és un aeròdrom d'aviació civil situat en el terme comunal de la Llaguna, de la comarca del Conflent, a la Catalunya del Nord.
Està situat al nord del terme de la Llaguna, al sud-est del Coll de la Quillana, límit de les comarques del Conflent i del Capcir
Aquest aeròdrom té el codi ICAO LFNQ.

## Infraestructura
- 1 pista d'herba de 700 m de longitud per 80 m d'ample per a l'aterratge d'avionetes.
- 2 hangars d'avionetes.
- 1 club d'aviació.